# Zpronevěra
Zpronevěra (někdy také defraudace) je trestný čin definovaný v § 206 trestního zákoníku České republiky. Zpronevěry se pachatel (defraudant) dopustí, pokud si přisvojí věc, která mu byla svěřena, a způsobí tak na cizím majetku škodu nikoli nepatrnou. Trestná je i samotná příprava.
Tento přečin se liší od skutkových podstat jiných trestných činů proti majetku, zejména krádeže (§ 205 TrZ), neoprávněného užívání cizí věci (§ 207 TrZ), zatajení věci (§ 219 TrZ) nebo poškození cizí věci (§ 228 TrZ) především tím, že daná věc byla pachateli majitelem výslovně svěřena, a od porušení povinnosti při správě cizího majetku (§ 220 TrZ) tím, že si ji pachatel úmyslně přivlastní.